# Woffelsbach
Woffelsbach is een plaats in de Duitse gemeente Simmerath in de deelstaat Noordrijn-Westfalen.
De naam Woffelsbach is oud Duits voor Wolfsbeek, de beek die het dorp doorsnijdt.
Woffelsbach ligt aan de Rursee, het tweede grootste stuwmeer in Duitsland, en is de belangrijkste watersportplaats aan dit meer.
Een belangrijk deel van de meer dan 1000 zeilboten op de Rursee heeft zijn ligplaats in of nabij Woffelsbach.
Bijna de helft van alle woonruimte in Woffelsbach heeft dan ook een weekend/vakantie-functie.
Daardoor bestaat de bebouwing uit een mix van authentieke eifel vakwerkhuisjes en modernere woningen voor weekend bewoning. Het karakteristieke dorpskerkje vierde in 2012 zijn 100e verjaardag.
De omgeving van het dorp in het deels Duitse en deels Belgische Naturpark Eifel/Hohes Venn wordt eveneens gewaardeerd door natuurliefhebbers. De bezoekers van Woffelsbach komen voornamelijk uit de stedelijke gebieden van Aken en Keulen, maar ook uit België en Nederland. Nijmegen ligt bijvoorbeeld op minder dan twee uur afstand. 
Dedenborn · Eicherscheid · Einruhr · Erkensruhr · Hammer · Hirschrott · Huppenbroich · Kesternich · Lammersdorf · Paustenbach · Rollesbroich · Rurberg · Simmerath · Steckenborn · Strauch · Witzerath · Woffelsbach

Stedenregio Aken · Regierungsbezirk Keulen · Noordrijn-Westfalen